# Nufăru
Nufăru is een gemeente in Tulcea. Nufăru ligt in de regio Dobroedzja (Dobrogea), in het zuidoosten van Roemenië. Tot 1968 stond de gemeente bekend onder de naam Prislav. Onder de huidige gemeente bevinden zich de restanten van de 10e-eeuwse Bulgaarse en Kievse handelsstad Perejaslavets.
Baia · Beidaud · C.A. Rosetti · Carcaliu · Casimcea · Ceamurlia de Jos · Ceatalchioi · Cerna · Chilia Veche · Ciucurova · Crișan · Dăeni · Dorobanțu · Frecăței · Greci · Grindu · Hamcearca · Horia · I.C. Brătianu · Izvoarele (Tulcea) · Jijila · Jurilovca · Luncavița · Mahmudia · Maliuc · Mihai Bravu · Mihail Kogălniceanu · Murighiol · Nalbant · Niculițel · Nufăru · Ostrov · Pardina · Peceneaga · Sarichioi · Sfântu Gheorghe · Slava Cercheză · Smârdan · Somova · Stejaru · Topolog · Turcoaia · Valea Nucarilor